# GMM 25
GMM 25 és un canal de televisió digital terrestre tailandès propietat de GMM Grammy. La xarxa ofereix una gran varietat de contingut, com ara programes de teatre, música, notícies i entreteniment dirigits a adolescents. Un dels seus programes més destacats va ser Hormones: The Series.
GMM 25 es va llançar el 25 de maig de 2014 després que GMM Grammy rebés una llicència de televisió digital del National Broadcasting and Telecommunications Committee el desembre de 2013.
La xarxa també s'ha col·laborat amb Line TV per proporcionar repeticions completes dels seus programes i Viu.
El conseller delegat de GMM25 és Sataporn Panichraksapong, que també és el director general de GMMTV.